# Smilavičy
Smilavičy (bělorusky Сьмілавічы, rusky Смило́вичи – Smiloviči, polsky Śmiłowicze) jsou sídlo městského typu v Minské oblasti v Bělorusku. K roku 2018 v nich žilo přes pět tisíc obyvatel.

## Poloha a doprava
Smilavičy leží přibližně pětadvacet kilometrů jihovýchodně od Minsku, hlavního města Běloruska, a přibližně třicet kilometrů západně od Červeně, do jejíhož rajónu správně spadají.
Nejbližší železniční stanicí je Rudzensk ležící přibližně dvacet kilometrů jihozápadně na trati Minsk – Asipovičy. Severně od Smilavičů prochází dálnice M4 z Minsku do Mohyleva.

## Dějiny
První zmínka je z roku 1451.

### Rodáci
- Chaïm Soutine (1893–1943), malíř
- Ljudmila Volčoková (*1981), paralympička